# Caraí
Caraí es un municipio brasileño del estado de Minas Gerais. Su población es de 21 530 (Censo 2007).

## Geografía
Posee un clima seco y tropical de altitud.